# Kang Daniel
Kang Daniel (hangul: 강다니엘; Busan, 10 de diciembre de 1996) es un cantautor, bailarín, presentador, modelo y empresario surcoreano. A principios del 2017 saltó a la fama por ganar y obtener el primer lugar en el programa Produce 101, temporada 2, y por formar parte del grupo proyecto Wanna One (2017-2019).
Luego de la culminación de las actividades de Wanna One como grupo, Daniel hizo un intervalo de seis meses fuera de la industria del entretenimiento, para luego retomar por completo las riendas de su carrera. A mediados del 2019, lanzó su primer EP como solista, Color on Me, que fue un éxito comercial que debutó en primer lugar en el chart surcoreano Gaon Album Chart. Sus lanzamientos siguientes como parte de su serie de colores, titulados Cyan (2020) y Magenta (2020) también obtuvieron el primer lugar en Gaon Album Chart; la canción principal de este último, “Who U Are” le obtuvo al cantante su primer top diez en el Gaon Digital Chart (equivalente a Billboard Hot 100). Expandiendo su carrera como artista solitario, Kang Daniel obtuvo su primer top cinco digital en Corea, así como también su primera incursión como solista en la lista World Digital Song Sales de Billboard, con el sencillo “Paranoia”. Luego lanzó el tercer y último EP de su “trilogía de color”, Yellow (2021), que debutó en el primer lugar en el Gaon Album Chart y que le dio su primer número uno en el Gaon Digital Chart, con el sencillo titulado “Antidote”.
Aparte de su carrera musical, Daniel también apareció como el presentador del programa de Mnet, Street Woman Fighter (2021).

## Carrera

### Primeros años y predebut
Kang Daniel (강다니엘) nació en Busan, Corea del Sur, siendo el hijo único de su familia. Él decidió cambiar legalmente su nombre debido a que su familia y parientes tenían dificultad para pronunciar su nombre de nacimiento. Más , gracias a la sugerencia de un profesor, Daniel empezó a bailar. Durante una aparición como invitado en el programa de variedades Hello Counselor, Daniel reveló que él fue margindado en la escuela primaria a causa de su apariencia, y que él desarrolló su pasión y autoestima a través del baile.
Antes de su aparición en Produce 101 (Temporada 2), Daniel había entrenado durante dos años y un mes. En un principio comenzó como aprendiz de B2M Entertainment, hasta la gestión de la separación, luego fue entrenado bajo MMO Entertainment, junto a Yoon Ji-sung, su compañero de grupo en Wanna One . Uno de sus momentos más destacados durante su tiempo como aprendiz fue su aparición en el programa Her Secret Weapon, donde sirvió como bailarín de respaldo para Cao Lu de Fiestar y Sihyun de Spica interpretando el tema «Invitation» de la cantante Uhm Jung-hwa.

### 2017–2018: Produce 101 y Wanna One
En 2017, Daniel representó a MMO Entertainment en el reality de supervivencia masculino, Produce 101 (temporada 2). Es reconocido por terminar primero en el episodio final y convertirse en miembro y centro de la boy band Wanna One bajo YMC Entertainment.
Daniel debutó oficialmente con Wanna One durante el Wanna One Premier Show-Con el 7 de agosto de 2017, en el Gocheok Sky Dome con el EP debut 1X1=1 (To Be One). Durante la preparación para este debut, también se confirmó que él unió al elenco de la primera temporada del programa de variedades de MBC, It's Dangerous Beyond The Blankets, que se estrenó el 27 de agosto de 2017. El mismo mes, apareció en la portada de la revista Weekly Chosun, una de las principales publicaciones de noticias y eventos actuales en Corea del Sur, con un artículo que centrado en su popularidad entre el público general. Tras la conclusión de la promoción del EP el 30 de agosto de 2017, fue elegido como la primera celebridad masculina en aparecer en la portada de la revista de moda InStyle Korea en sus 14 años de historia para su edición de octubre de 2017. También fue contratado como miembro del elenco del programa de variedades Master Key publicado por la emisora SBS, por el cual recibió el Premio Rookie (Categoría Variedad) en los SBS Entertainment Awards de 2017.
En 2018, participó en varias actividades destacadas como solista, principalmente como el modelo principal del vídeo musical de «Days Without You» (Without 없는 시간 들) de Davichi y como el elenco principal de la segunda temporada de It's Dangerous Beyond the Blankets. Más tarde se le otorgó el Premio Rookie (Categoría Variedad) en los 2018 MBC Entertainment Awards por su trabajo en el programa. También continuó promoviendo con Wanna One, siendo parte de la subunidad «Triple Position» del grupo, que ganó el Premio a la Mejor Unidad en los 2018 Mnet Asian Music Awards. Concluye su contrato con Wanna One el 31 de diciembre de 2018, aunque continuó participando en el grupo hasta sus conciertos de despedida oficiales del 24 al 27 de enero de 2019.

### 2019: actividades en solitario
El 21 de marzo de 2019, Daniel presentó una solicitud para suspender su contrato exclusivo con LM Entertainment. Su representante legal reveló que LM Entertainment firmó contratos comerciales conjuntos en donde se vendían los derechos exclusivos de los contratos a terceros sin su consentimiento previo. El 10 de mayo de 2019, el Tribunal del Distrito Central de Seúl falló a favor de Kang, permitiendo la suspensión de su contrato. Después de eso, el 10 de junio de 2019, se informó que Kang había establecido su propia agencia llamada Konnect Entertainment para sus actividades futuras.
El 27 de junio del mismo año se anunció que Daniel haría su debut oficial como artista en solitario en julio del mismo año.
Kang debutó oficialmente como solista el 25 de julio con el EP debut, Color on Me. Como se refleja en Hanteo Chart, el EP estableció récords de ventas físicas tanto en el primer día como en la primera semana para un artista en solitario desde el inicio de la lista.  Su sencillo principal " What Are You Up To " le dio a Kang su primera victoria en un programa de música en solitario en el Music Bank de KBS2 el 9 de agosto. Comenzó las promociones para el EP con seis diferentes eventos de firmas de aficionados en Corea entre el 31 de julio y el 3 de agosto. Después de eso, Kang se embarcó en la primera gira de reuniones de aficionados de su carrera en solitario, recorriendo seis ciudades diferentes: Singapur, Bangkok, Taipéi, Kuala Lumpur y Manila antes de regresar a Seúl con una reunión de aficionados de dos días que terminó el 24 de noviembre. En medio de una gira, también presentó su propio programa de radio en NOW. El servicio de transmisión de audio en línea de Naver The Kang Daniel Show se emitió en las vacaciones de Chuseok con un total de cuatro episodios lanzados cada día del 11 al 14 de septiembre; con grishaciendo una aparición especial en el tercer episodio.  En el mismo mes, se anunció que el contrato de Kang con LM se rescindió oficialmente cuando ambas partes llegaron a un acuerdo mutuo. Sirviendo como su primer regreso, Kang lanzó dos sencillos digitales el 25 de noviembre llamados " Touchin ' " y "Adulthood".  A diferencia de su debut en solitario, Kang fue capaz de promover "Touchin'" mediante la realización de la canción en varios programas de música coreana y ganó un trofeo en SBS MTV 's The Show el 3 de diciembre  Sin embargo, después de Tras una semana de promoción, Konnect anunció que Kang se tomaría un descanso en su carrera debido a problemas de salud.

### 2020: Regreso conCyanyMagenta
Kang Daniel en SBS Power FM para las promociones de " 2U " el 7 de abril de 2020.
En 2020, Kang regresó a las actividades programadas con el programa de telerrealidad de viajes Hello, Daniel, que se estrenó el 4 de marzo.  Luego lanzó su segundo EP, Cyan , el 24 de marzo como la primera entrega de su proyecto de "trilogía de colores".  Su sencillo principal " 2U " le dio a Kang su primera pista entre los diez primeros en Corea junto con varios trofeos en programas musicales: The Show , Music Bank , Show! Music Core , Show Champion y M Countdown .  Antes del lanzamiento de Cyan, se reveló que Kang y Zicolanzaría una canción juntos como parte del proyecto de colaboración de Pepsi y Starship Entertainment titulado "For The Love of Korea". Su única conjunta "Refresh" fue coproducido por Steve Aoki y puesto en libertad el 23 de abril  El mes siguiente, participó en 88rising 's despertar de Asia para siempre y el TikTok concierto en línea escenario.  El 19 de junio, Kang lanzó su primer OST de drama llamado "Something" a través de la comedia romántica de SBS Backstreet Rookie. También se unió a la alineación de KCON: TACT.2020 Summer and the Pepsi Online Showcase, para el cual fue anfitrión de la inauguración y luego actuó como socio global de K-pop de Pepsi.  Para celebrar el primer aniversario de su debut en solitario, Kang celebró una reunión de aficionados en línea el 25 de julio a través de diez plataformas de transmisión en todo el mundo.  Esto lo convirtió en la primera celebridad coreana en tener una reunión de aficionados transmitida en vivo a través de la plataforma local de China desde que comenzó la prohibición del país sobre la cultura coreana en 2016. 
La segunda entrega de su proyecto de "trilogía de colores" y tercer EP, Magenta , fue lanzado el 3 de agosto.  Con este lanzamiento, Kang superó el millón de álbumes acumulados vendidos dentro de los 13 meses de debutar como solista.  El sencillo principal "Who U Are" alcanzó el puesto número 12 en Corea y ganó trofeos en The Show de SBS MTV , Music Bank de KBS2 y Show de MBC . Music Core .  Dos meses después, Kang actuó en un episodio especial de I Live Alone de MBC para la Semana de la Moda de Verano / Primavera de Seúl de 2021 . En noviembre, Konnect abrió pedidos anticipados para el primer libro de arte de Kang Never Standing Still - It's Time to Shine en colaboración con el fotógrafo personal de Paul McCartney , MJ Kim.

### 2021:Yellow
Como su primera colaboración con artistas estadounidenses, Kang apareció en "State of Wonder" de Inverness junto a Anthony Russo.  El sencillo fue lanzado por Monstercat el 15 de enero.  Luego lanzó el sencillo digital "Paranoia" el 16 de febrero, que le dio a Kang su primera pista entre los cinco primeros que alcanzó el número dos en Corea y ganó trofeos en varias canciones. programas que incluyen: The Show , Show Champion , M Countdown y Show! Music Core .  También marcó su primera aparición en solitario en la cartelera ' s ventas de canciones mundo digital gráfico con el single debutó en el número cinco. Antes de su próximo EP, Kang apareció en la serie documental de siete episodios de YouTube Originals K-Pop Evolution que se estrenó el 31 de marzo. Luego lanzó su cuarto EP general, Yellow , el 13 de abril como final. entrega de su proyecto de tres partes con el objetivo de encontrar sus verdaderos colores como solista.  Su sencillo principal "Antidote" le dio a Kang su primera canción número uno en Corea junto con varios trofeos en programas musicales: The Show , Show Champion , Music Bank , Show! Music Core e Inkigayo . Hablando de lo que representa este proyecto, Kang dijo: "La serie de colores se trata realmente de compartir las diferentes etapas del autodescubrimiento como artista con mis fans".  El 13 de mayo, Kang lanzó el sencillo promocional "Outerspace" con Loco a través de Universe Music para la aplicación móvil, Universe . 
En celebración de su segundo aniversario como solista, Kang celebró una reunión de aficionados de realidad virtual el 25 de julio.  En el mismo mes, se confirmó que Kang fue seleccionado como MC fijo para el primer evento de Mnet de un programa de competencia de grupos de baile femenino Street Woman Fighter, que se estrenará en agosto. También se unió a la alineación de "Cyworld BGM 2021", un proyecto a gran escala para rehacer las 100 mejores canciones de BGM que fueron más populares en la plataforma Cyworld en la década de 2000.  El 15 de septiembre, Kang aparecerá en "Hush Hush" del álbum de estudio del músico japonés Miyavi Imaginario.

## En los medios
Él ha sido reconocido por su presencia de marca y poder de marketing, encabezando la listas tanto de 'Ranking de Poder de Marca para Modelo Masculino' como 'Ranking de Poder de Marca Individual para Miembro de Grupo Masculino', publicado por el Instituto Coreano de Investigación de la Reputación Corporativa. Para finales de 2017, se clasificó en segundo lugar en la clasificación de Idols Más Favoritos en la encuesta realizada anualmente por Gallup Corea, donde participaron 1,500 hombres y mujeres coreanos de 13 a 29 años de edad. En enero de 2018, su nombre fue incluido en la lista anual «Power Leaders 2030» publicada por Forbes Corea, como parte de la sección «Entretenimiento». La lista, que consta de 30 individuos dentro de las edades de 20 a 39 años quienes son considerados estrellas en ascenso en sus respectivos campos, fue seleccionada por seis jurados expertos en la industria junto con periodistas de Forbes.
El 3 de enero de 2019, su nombre fue incluido en el Guinness World Record en la categoría de «El tiempo más rápido en alcanzar un millón de seguidores en Instagram»  con un nuevo récord de 11 horas y 36 minutos después de registrar su cuenta y hacer su primera publicación en la plataforma el día anterior.
El 12 de junio de 2019, la agencia de Kang reveló que fue nombrado embajador promocional de la ciudad de Busan. Kang fue seleccionado a través de un evento celebrado en abril de 2019 para brindar a los ciudadanos de Busan la oportunidad de votar por una figura que creen que es la más adecuada para promover la ciudad. Tuvo una ceremonia oficial de nombramiento en julio de 2019.
El 5 de agosto de 2019, Dispatch publicó fotos de una cita entre él y Park Ji-hyo, integrante de Twice, y dijo que la pareja había estado saliendo desde principios de año. Ambas agencias confirmaron los rumores. Sin embargo, el 9 de noviembre de 2020, Dispatch reveló que Jihyo y Daniel habían terminado tras un año de relación.

## Discografía

### Álbumes de estudio
- The Story (2022)

EPs
- Color on Me (2019)
- Cyan (2020)
- Magenta (2020)
- Yellow (2021)

## Filmografía

### Series de televisión
| Año  | Título      | Personaje      | Cadena  | Notas        | Ref.          |
| ---- | ----------- | -------------- | ------- | ------------ | ------------- |
| 2022 | Rookie Cops | Wi Seung-hyeon | Disney+ | 16 episodios | [ 32 ] [ 33 ] |

### Programas de variedades
| Año     | Título                             | Canal | Rol                  | Nota(s)                 | Ref.   |
| ------- | ---------------------------------- | ----- | -------------------- | ----------------------- | ------ |
| 2017    | Produce 101 (Temporada 2)          | Mnet  | Concursante          | Terminó en primer lugar | [ 34 ] |
| 2017    | Master Key                         | SBS   | Miembro del elenco   | Episodio 1, 4–10        | [ 35 ] |
| 2017–18 | It's Dangerous Beyond the Blankets | MBC   | Miembro del elenco   | Temporadas 1 y 2        | [ 36 ] |
| 2018    | Living Together in Empty Room      | MBC   | Miembro del elenco   | Episodios 25–29         | [ 37 ] |
| 2018    | Produce 48                         | Mnet  | Presentador especial | Episodio 1              | [ 38 ] |
| 2020    | Running Man                        | SBS   | Invitado             | Episodio 495            | [ 39 ] |
| 2021    | Law of the Jungle – Pioneers       | SBS   | Miembro del elenco   | Episodios 438–442       | [ 40 ] |
| 2021    | Street Woman Fighter               | Mnet  | Presentador          | Episodios 1–9           | [ 41 ] |
| 2021    | Street Dance Girls Fighter         | Mnet  | Presentador          |                         | [ 42 ] |
| 2022    | DoReMi Market (Amazing Saturday)   | tvN   | Invitado             | Ep. #199                | [ 43 ] |

### Vídeo musical
| Año  | Título de la canción                | Artista |
| ---- | ----------------------------------- | ------- |
| 2018 | «Days Without You» (너 없는 시간들) | Davichi |

## Premios y nominaciones
| Año  | Premiación                              | Categoría                                                | Trabajo nominado                   | Resultado | Ref.   |
| ---- | --------------------------------------- | -------------------------------------------------------- | ---------------------------------- | --------- | ------ |
| 2017 | 3rd Fashionista Awards                  | Mejor Fashionista (Categoría Estrella En Ascenso)        | Kang Daniel                        | Ganador   | [ 44 ] |
| 2017 | 11th SBS Entertainment Awards           | Mejor Rookie Masculino (Categoría Variedad)              | Master Key                         | Ganador   | [ 45 ] |
| 2018 | 10th MTN Broadcast Advertising Festival | Premio Extraordinario (Categoría Audiencia)              | Hite Extra Cold TVC – Ice Drum     | Ganador   | [ 46 ] |
| 2018 | Brand of the Year Awards                | Modelo Masculino CF                                      | Kang Daniel                        | Ganador   | [ 47 ] |
| 2018 | Elle Style Awards                       | Premio a la Mejor Portada de Revista                     | Kang Daniel                        | Ganador   | [ 48 ] |
| 2018 | 18th MBC Entertainment Awards           | Mejor Rookie Masculino (Categoría Variedad)              | It's Dangerous Beyond the Blankets | Ganador   | [ 49 ] |
| 2019 | Melon Music Awards                      | Mejor Video Musical                                      | «What are you up to»               | Ganador   | [ 50 ] |
| 2019 | The Fact Music Awards                   | Premio Fan N Star Choice (Individual)                    | Kang Daniel                        | Ganador   | [ 51 ] |
| 2019 | The Fact Music Awards                   | Premio Fan N Star a Mayor Cantidad de Votos (Individual) | Kang Daniel                        | Ganador   | [ 51 ] |
| 2019 | The Fact Music Awards                   | Salón de la Fama Fan N Star (Individual)                 | Kang Daniel                        | Ganador   | [ 51 ] |
| 2020 | Brand of the Year Awards                | Solista Masculino                                        | Kang Daniel                        | Ganador   | [ 52 ] |
| 2020 | Asia Artist Awards                      | Celebridad Asia (Cantante)                               | Kang Daniel                        | Ganador   | [ 53 ] |
| 2020 | Asia Artist Awards                      | Mejor Músico                                             | Kang Daniel                        | Ganador   | [ 53 ] |
| 2020 | The Fact Music Awards                   | Artista del Año (Bonsang)                                | Kang Daniel                        | Ganador   | [ 54 ] |
| 2021 | Seoul Music Awards                      | Premio Bonsang                                           | Magenta                            | Ganador   | [ 55 ] |
| 2021 | Seoul Music Awards                      | Premio Especial Hallyu                                   | Magenta                            | Nominado  | [ 55 ] |
| 2021 | Seoul Music Awards                      | Premio a la Popularidad (Corea)                          | Magenta                            | Nominado  | [ 56 ] |
| 2021 | Seoul Music Awards                      | Premio Fan PD Artist (Individual)                        | Kang Daniel                        | Ganador   | [ 56 ] |
| 2021 | Brand of the Year Awards                | Solista Masculino                                        | Kang Daniel                        | Ganador   | [ 57 ] |
| 2021 | The Fact Music Awards                   | Artista del Año (Bonsang)                                | Kang Daniel                        | Ganador   | [ 58 ] |
| 2021 | Asia Artist Awards                      | Mejor Músico                                             | Kang Daniel                        | Ganador   | [ 59 ] |
| 2021 | Mnet Asian Music Awards                 | Artista del Año                                          | Kang Daniel                        | Nominado  | [ 60 ] |
| 2021 | Mnet Asian Music Awards                 | Mejor Artista Masculino                                  | Kang Daniel                        | Nominado  | [ 60 ] |
| 2022 | Gaon Chart Music Awards                 | Canción del Año - febrero                                | «Paranoia»                         | Pendiente | [ 61 ] |
| 2022 | Gaon Chart Music Awards                 | Canción del Año - abril                                  | «Antidote»                         | Pendiente | [ 61 ] |
| 2022 | Seoul Music Awards                      | Premio Bonsang                                           | Yellow                             | Pendiente | [ 62 ] |
| 2022 | Seoul Music Awards                      | Premio Especial Hallyu                                   | Yellow                             | Pendiente | [ 62 ] |